# Кобиан, Ян
Ян Кобиан (чеш. Jan Kobián, 28 октября 1970, Прага) — чешский бобслеист, разгоняющий, выступал за сборные Чехословакии и Чехии с 1992 года по 2010-й. Участник пяти зимних Олимпийских игр, неоднократный победитель национального первенства, призёр различных этапов Кубка мира и Европы.

## Биография
Ян Кобиан родился 28 октября 1970 года в Праге. Активно заниматься бобслеем начал в 1992 году, тогда же в качестве разгоняющего присоединился к национальной команде и в составе экипажа Павла Пушкара сразу же стал показывать неплохие результаты. Благодаря череде удачных выступлений удостоился права защищать честь страны на зимних Олимпийских играх 1994 года в Лиллехаммере, где впоследствии занял двадцатое место с двойкой и десятое с четвёркой. Четыре года спустя съездил на Олимпиаду в Нагано и выступил значительно лучше предыдущего раза — восьмая позиция в программе двухместных экипажей и тринадцатая в программе четырёхместных (по результатам лучшая его Олимпиада).
В течение четырёх последующих сезонов Кобиан неизменно присутствовал в основном составе сборной и в 2002 году прошёл квалификацию на третью свою Олимпиаду — на Играх в Солт-Лейк-Сити, тем не менее, был уже не так хорош, добравшись в двойках только до девятнадцатой позиции, а в четвёрках лишь до пятнадцатой. Поскольку Пушкар на тот момент уже ушёл из бобслея, на следующий олимпийский цикл Кобиан присоединился к команде пилота Милоша Веселого, в 2005 году они поучаствовали в заездах чемпионата мира в канадском Калгари, с четвёркой проехали неудачно, зато в зачёте двоек заняли одиннадцатое место — это лучший результат Кобиана на мировых первенствах. В следующем году спортсмен поехал на Олимпийские игры в Турин, где был двадцать восьмым с двухместным экипажем и четырнадцатым с четырёхместным.
Несмотря на 35-летний возраст, Ян Кобиан продолжил выступать на высоком уровне, соревновался на крупнейших международных стартах, чаще всего находясь в экипаже пилота Иво Данилевича. Последним крупным турниром для него стали зимние Олимпийские игры 2010 года в Ванкувере, уже пятые в послужном списке, в составе четвёрки он занял двенадцатую строку. Сразу после этих заездов Кобиан принял решение завершить карьеру профессионального спортсмена, уступив место молодым чешским разгоняющим.

### Выступления на Олимпийских играх
| Олимпийские игры    | Возраст | Команда | Пилот                                           | Двойки | Четвёрки |
| ------------------- | ------- | ------- | ----------------------------------------------- | ------ | -------- |
| 1994 Лиллехаммер    | 23      | Чехия   | Павел Пушкар (двойки) Иржи Джмура (четвёрки)    | 20     | 10       |
| 1998 Нагано         | 27      | Чехия   | Павел Пушкар                                    | 8      | 13       |
| 2002 Солт-Лейк-Сити | 31      | Чехия   | Павел Пушкар                                    | 19     | 15       |
| 2006 Турин          | 35      | Чехия   | Милош Веселый (двойки) Иво Данилевич (четвёрки) | 28     | 14       |
| 2010 Ванкувер       | 39      | Чехия   | Иво Данилевич                                   | —      | 12       |